# Iga Karst
Iga Karst (ur. 9 września 1985 we Wrocławiu) – polska pisarka, autorka powieści i opowiadań kryminalnych, a także romansów.

## Życiorys
W jej książkach można znaleźć wątki obyczajowe, przygodowe i sensacyjne. Wychowywała się we Wrocławiu. Ukończyła studia z zakresu komunikacji społecznej, corporate identity i public relations. Zawodowo związana z branżą PR. W 2015 roku nominowana w plebiscycie „7 Nadziei Wrocławia”.

## Twórczość
Powieści:
- „Tamtej nocy w LA", Katowice 2021;
- „Afrykański klucz", Katowice 2020; ISBN 978-83-66201-86-6; ISBN 978-83-66201-98-9; ISBN 978-83-8194-598-1
- „Zapach prawdy", Katowice 2018, ISBN 978-83-65684-96-7; ISBN 978-83-66201-08-8; ISBN 978-83-8146-392-8
- „Gdyby on tu był”, Warszawa 2012,  ISBN 978-83-62770-18-2[8]; ISBN 978-83-61232-28-5
- „299", Warszawa 2010, ISBN 978-83-62252-04-6[9]
- „Magenta", Warszawa 2009, ISBN 978-83-60848-82-1[10]
- „Złudna Gra", Warszawa 2008, ISBN 978-83-60848-54-8[11]
- „Egzamin z tajemnicy", Warszawa 2008, ISBN 978-83-60848-46-3[12]
- „Pan Samochodzik i Eldorado", Olsztyn 2008, ISBN 978-83-60586-10-5[13]
- „Pan Samochodzik i podziemia Wrocławia", Olsztyn 2007, ISBN 978-83-60586-01-3[14]
- „Pan Samochodzik i perły księżnej Daisy", Olsztyn 2005, ISBN 83-85875-91-3[15]

Opowiadania:
- „Bezdomny ”, 2010
- „Robal”, 2011
- „Team”, 2011
- „Noc”, 2011
- „Aga, cz. I”, 2011
- „Aga, cz. II”, 2011
- „Zabójczy afekt cz.I”, 2011
- „Zabójczy afekt cz.II”, 2011